# بخش بارت‌لت، شهرستان تاد، مینه سوتا
بخش بارت‌لت (به انگلیسی: Bartlett Township) یک منطقهٔ مسکونی در ایالات متحده آمریکا است که در شهرستان تاد، مینه‌سوتا واقع شده‌است.
 بخش بارت‌لت ۹۳٫۰ کیلومتر مربع مساحت و ۳۴۸ نفر جمعیت دارد و ۴۰۶ متر بالاتر از سطح دریا واقع شده‌است.